# Carlos Alberto da Silva de Almeida e Loureiro
Carlos Alberto da Silva de Almeida e Loureiro (10 de Agosto de 1946) é um engenheiro e político português.

## Biografia
Formado em Engenharia Electrotécnica na Faculdade de Engenharia da Universidade do Porto, cursou, ainda, Alta Direcção de Empresas no PADE da AESE – Escola de Direcção e Negócios, concluindo o curso em 2001.
É Sócio do Centro Académico de Democracia Cristã.
Teve intensa atividade pública, tendo sido Governador Civil do Distrito de Coimbra de 1988 a 1990, Secretário de Estado da Administração Interna no XII Governo Constitucional de Portugal (1991-1995), Vice-Presidente da Comissão de Coordenação da Região Centro, Vereador da Câmara Municipal de Coimbra e Presidente do Conselho de Administração da Casa de Repouso de Coimbra, entre outros cargos.
Em Portugal, foi Director Comercial da Bandeirante Energia e Director de Gestão e Sistemas Comerciais da EDP – Distribuição. Desempenhou, ainda, diversas funções na Ordem dos Engenheiros de Portugal, da qual é Vice-Presidente, e na Associação Europeia das Associações de Engenheiros Electrotécnicos (Eurel), à qual presidiu.
No Brasil, foi Director Vice-Presidente de Comercialização da Energias do Brasil, Presidente Suplente do Conselho de Administração da Enerpeixe, Director Vice-Presidente da Enertrade, Membro dos Conselhos de Administração da Bandeirante, da Escelsa, da Enersul e da Coelce e Membro do Conselho de Administração da EDP Brasil.